# Alexi Laiho

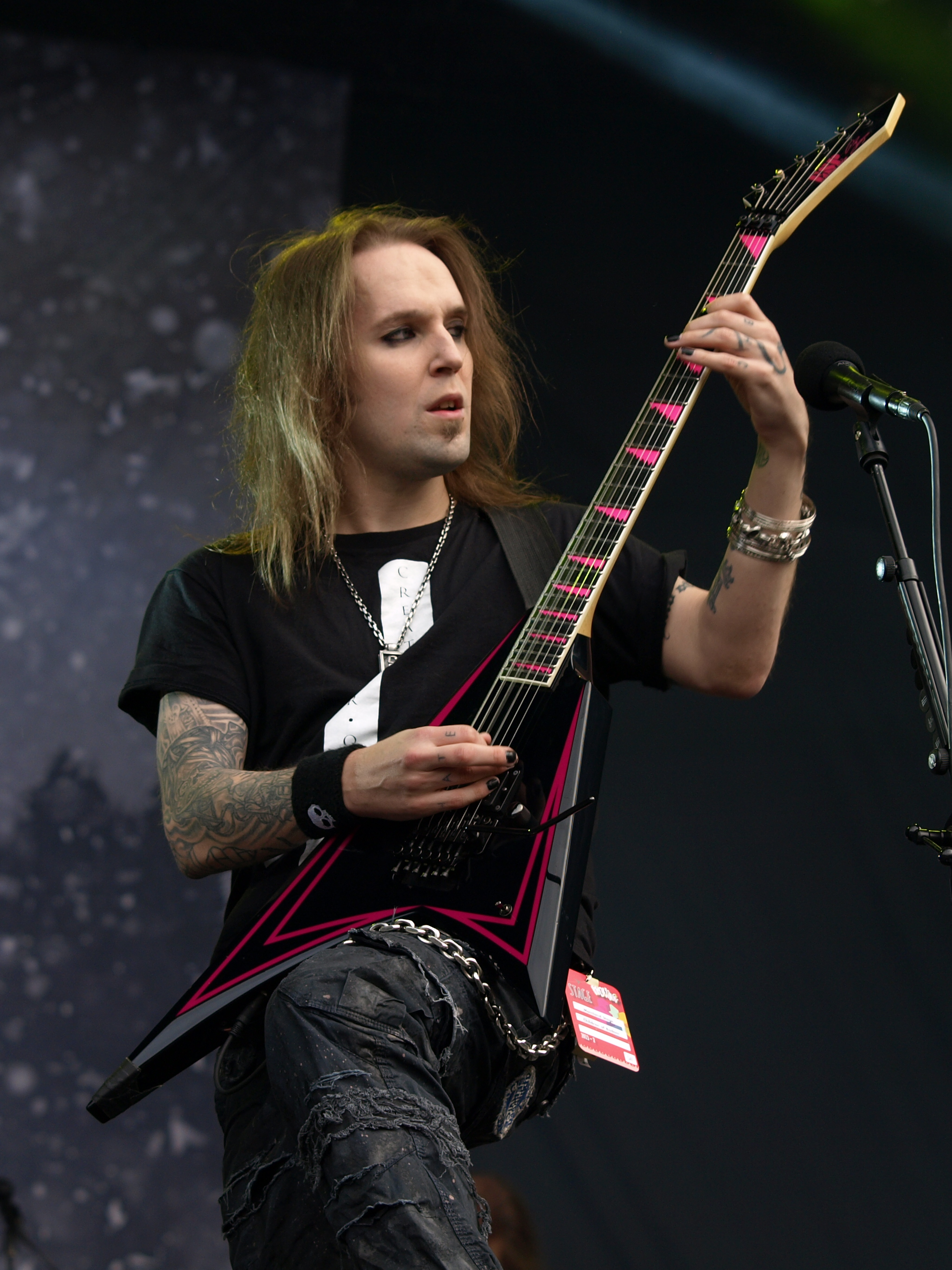
Alexi Laiho (2013)

Alexi „Wildchild“ Laiho (eigentlich Markku Uula Aleksi Laiho; * 8. April 1979 in Espoo; † 29. Dezember 2020 in Helsinki) war ein finnischer Musiker. Er war bis zu ihrer Auflösung im Jahr 2019 Gitarrist, Sänger und Hauptsongwriter der Band Children of Bodom, Gitarrist und Hauptsongwriter bei Sinergy, Gitarrist bei Kylähullut, bei The Local Band sowie Gitarrist, Sänger und Songwriter bei der Children-of-Bodom-Nachfolge-Band Bodom After Midnight. Kurz vor seinem Tod unterzeichnete er mit seiner neuen Band noch einen Plattenvertrag bei dem österreichischen Metal-Label Napalm Records.

## Leben

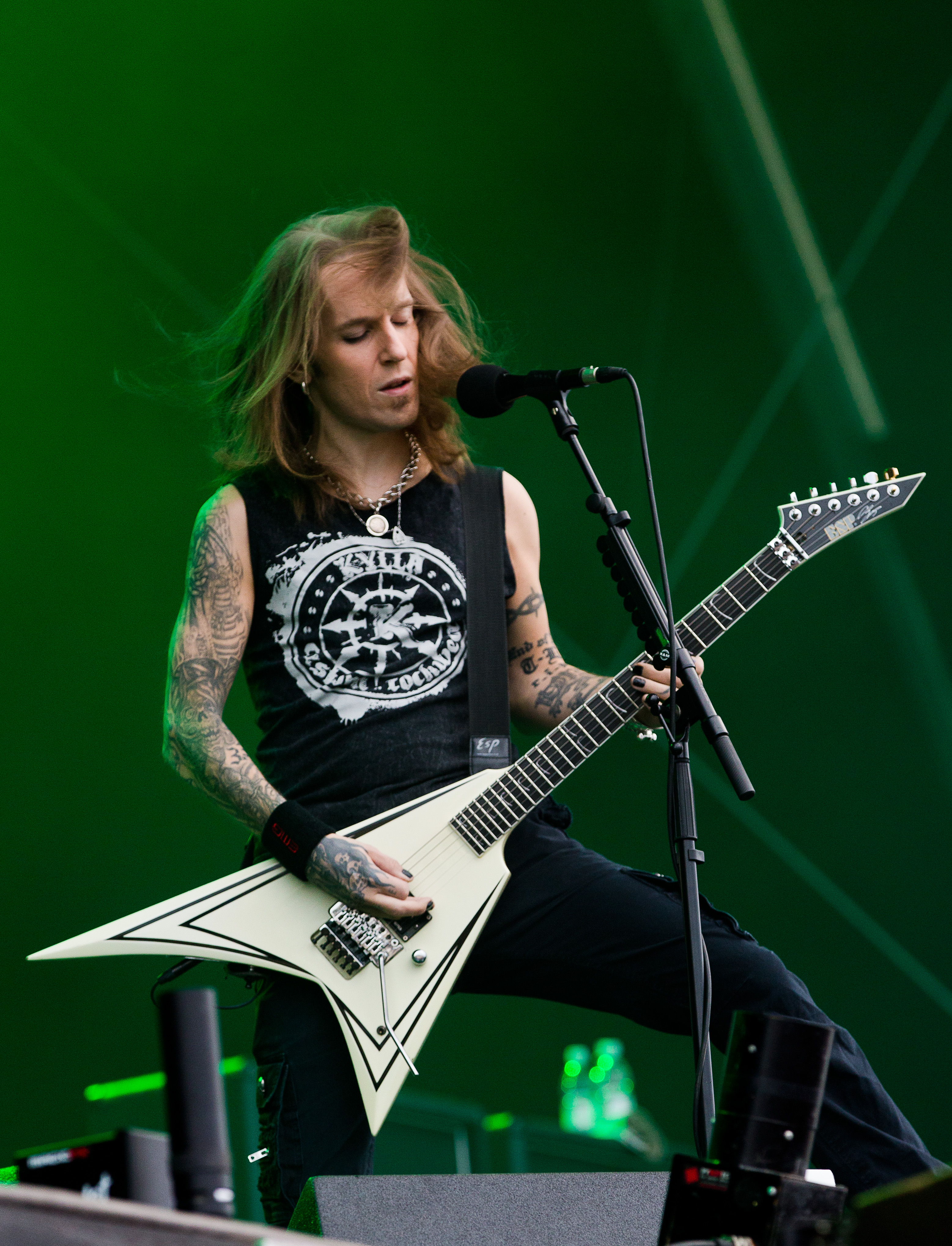
Laiho beim Rockharz Open Air im Juli 2016

Alexi Laiho spielte als Kind fünf Jahre lang Violine, danach Klavier. Nach eigener Aussage habe er immer das Instrument gewechselt, bevor er es wirklich beherrschte. Er lernte durch seine Schwester Heavy Metal und die Band W.A.S.P. kennen, deren Song „Wild Child“, ihm zufolge, seine wilde Natur beschrieb, weshalb er diesen Titel als Spitznamen wählte.
Mit elf Jahren fing er an, E-Gitarre zu spielen. Sein Spiel war stark von seinen Vorbildern Randy Rhoads, Zakk Wylde und vor allen Anderen Yngwie Malmsteen beeinflusst. Laiho verließ die Schule mit 16 Jahren, um sich auf seine Band und das Gitarrenspiel zu konzentrieren.
Im Jahr 1993 gründete Laiho mit seinem Freund Jaska W. Raatikainen die Death-Metal-Band Inearthed, mit der sie drei Demos aufnahmen. Kurz darauf stieg Laiho in die finnische Metal-Band Thy Serpent ein, konzentrierte sich aber nach wie vor auf Inearthed, weshalb er die Thy Serpent-Proben eher sporadisch besuchte. Weil Inearthed einen Plattenvertrag unterschrieben hatten, ihnen aber kurz darauf ein lukrativerer Vertrag in Aussicht gestellt wurde, lösten sie sich auf und gründeten mit derselben Besetzung Children of Bodom, um das Label wechseln zu können.
Nach den Aufnahmen zum ersten Children of Bodom-Album Something Wild verließ Laiho Thy Serpent wieder. Bei einem Konzert in Moskau entschied er sich, bei Impaled Nazarene als Lead-Gitarrist mitzuwirken. Da Children of Bodom aber Vorrang hatten, konnte er nicht an allen Konzerten von Impaled Nazarene teilnehmen. Für das 2000er Album Nihil schrieb er die Musik für die Songs „Cogito Ergo Sum“ und „Zero Tolerance“ (für letztgenannten wurden Impaled Nazarene aufgrund des extrem homophoben Textes stark kritisiert).
Laiho stieg außerdem in die Band Sinergy ein, mit deren Sängerin Kimberly Goss er von 2002 bis zu seinem Tod verheiratet war. 1998 nahmen sie ihr Debütalbum Beware The Heavens auf. Im Jahr 2001 stieg er aus zeitlichen Gründen bei Impaled Nazarene aus.
Im Jahr 2004 gründete er dann die finnische Punkrock-Band Kylähullut. 2019 spielte er Gastgitarrensoli auf Humanicide von Death Angel beim Titel Ghost of Me.
Auf der Tour mit Slipknot im Jahr 2008 entwickelte Laiho eine starke Alkoholabhängigkeit. Die Band übte Druck auf ihn aus, da er schon zum Frühstück Alkohol konsumierte und auch irgendwann die Kontrolle über den Tag verlor und auch seine Gitarren-Warmups vernachlässigte, bevor er auf die Bühne musste. Für zwei Jahre von 2010 bis 2012 blieb er aus gesundheitlichen Gründen kurzzeitig nüchtern, fing aber das Trinken wieder an. Nach den Aufnahmen zum Album Hexed war Laiho durch seinen Lebensstil extrem untergewichtig geworden, litt unter Diabetes und konnte auf der US-Tour keine Gigs mehr bis zum Ende spielen. Dies wurde auch vom Management angesprochen, aber Laiho weigerte sich, eine professionelle Therapie zu machen. Auf der anschließenden Tour durch Russland versuchte Laiho ein weiteres Mal, abstinent zu bleiben, was zur Folge hatte, dass seine Hände für zwei Tage zitterten.
Laiho starb am 29. Dezember 2020 an den Folgen seines exzessiven Alkoholkonsums in Helsinki. Da die Pressemeldung am 4. Januar 2021 erschien, wurde fälschlicherweise zuerst dieser Tag als Todestag angegeben. Am 5. März 2021 veröffentlichte Kimberly Goss die Ergebnisse der Obduktion ihres Mannes. Demnach starb Alexi Laiho an den Folgen von Alkohol-induzierten Schäden an Leber und Bauchspeicheldrüse. Darüber hinaus wurden Schmerz- und Schlafmittel sowie Opioide in seinem Blut gefunden. Goss nutzte dies, um an Menschen mit Suchterkrankungen zu appellieren, sich Hilfe zu suchen.
Nach Laihos Tod entbrannte ein Streit um den rechtmäßigen Ehestand und die Anerkennung als Witwe zwischen seiner Frau Kimberly Goss und der australischen Journalistin Kelli Wright, die sich Kelli Wright-Laiho nennt. Alexi Laiho hatte zwar 2002 die Scheidung von Goss eingereicht, aber diesen Antrag wieder zurückgezogen. Er lebte schon viele Jahre gemeinsam mit Kelli Wright und hatte mit ihr 2017 die Verlobung gefeiert und für 2021 die Hochzeit geplant. Diese beanspruchte daher die Rolle der Witwe für sich und sprach sogar davon, dass sie verheiratet gewesen wären, was allerdings rechtlich nicht anerkannt war. Der Streit führte dazu, dass die Asche erst ein knappes Jahr später – am 10. Dezember 2021 – beigesetzt werden konnte.

## Diskografie
Children of Bodom
siehe Children of Bodom/Diskografie
Sinergy
- 1999: Beware the Heavens
- 2000: To Hell and Back
- 2002: Suicide by My Side

Kylähullut
- 2004: Keisarinleikkaus
- 2004: Turpa Täynnä
- 2007: Lisää Persettä Rättipäille

als Gastmusiker
- 2014: Inferno (Marty Friedman 'Lycanthrope' feat Alexi Laiho and Danko Jones)[11]